# Calgary Indoor
Il Calgary Indoor è stato un torneo di tennis facente parte dello USLTA Indoor Circuit giocato dal 1973 al 1974 a Calgary in Canada su campi in sintetico indoor.

## Albo d'oro

### Singolare
| Anno | Vincitore    | Finalista     | Punteggio     |
| ---- | ------------ | ------------- | ------------- |
| 1973 | Ilie Năstase | Paul Gerken   | 6–4, 7–6      |
| 1974 | Karl Meiler  | Byron Bertram | 6–4, 3–6, 6–3 |

### Doppio
| Anno | Vincitori                     | Finalisti                      | Punteggio     |
| ---- | ----------------------------- | ------------------------------ | ------------- |
| 1973 | Mike Estep Ilie Năstase       | Szabolcz Baranyi Peter Szoke   | 6–7, 7–5, 6–3 |
| 1974 | Jürgen Fassbender Karl Meiler | Iván Molina Jairo Velasco, Sr. | 6–4, 6–4      |